# FASMED
FASMED ist der Dachverband der Schweizerischen Handels- und Industrievereinigungen der Medizintechnik. Er hat seinen Sitz in Muri bei Bern und umfasst heute rund 240 Mitgliedsfirmen, die entsprechend ihrem Produktportfolio einer oder mehreren der fünf Verbandssektionen «Rehabilitation», «Implantate», «Verbrauchsgüter», «Investitionsgüter» sowie «Medizinische Bildgebung, Monitoring und Informatik» angehören.

## Geschichte
Gegründet wurde der Verband Mitte 2000 durch die Organisationen Asmed (Vereinigung schweizerischer Lieferanten von Medical Produkten), FAS (Verband schweizerischen Firmen für Arzt- und Spitalbedarf) und SVDI (Schweizerischer Verband der Diagnostica- und Diagnostica-Geräte-Industrie).

## Ziele
Die Vereinigung setzt sich für eine Verbesserung der wirtschaftlichen Rahmenbedingungen von Schweizer Medizintechnik-Unternehmen ein und strebt den Erhalt des Medtech-Standorts, Forschungs- und Werkplatzes Schweiz ebenso wie die Sicherstellung eines raschen Zugangs der Patienten zu neuen Produkten und Therapien an und engagiert sich in der Gesetzgebungsarbeit auf nationaler und internationaler Ebene. Mit seinen Positionen verschafft sich der Verband deutlich politisches Gehör, z. B. mit der Stellungnahme zur Medizinprodukteverordnung (MepV) und der damit verbundenen Sicherstellung des freien Warenverkehrs mit der EU. Übergreifendes Ziel des Fasmed ist nach eigenen Aussagen die „Förderung einer qualitativ hochstehenden, wirtschaftlichen und sozialverträglichen medizinischen Versorgung“. Zu den diesbezüglichen Tätigkeiten gehört die Mitbegründung des Schweizerischen Implantat-Registers Siris, in das alle in der Schweiz implantierten künstlichen Knie- und Hüftgelenke eingetragen werden müssen. Es trägt dazu bei, die Qualität der Patientenversorgung zu messen und zu verbessern. Ebenfalls der Qualitätsförderung verschrieben haben sich Arbeitsgruppen des Verbandes, die u. a. mit Guidelines zur Blutzuckerselbstmessung Präventionsarbeit leisten. Mit dem Lehrgang zum Rehatechniker EFA und der Verbandsprüfung zum zertifizierten Medtech-Berater beteiligt sich der Fasmed auch in der Fachkräfte- bzw. Nachwuchsförderung. Zudem setzt sich der Verband mit dem Fasmed Code of Business Conduct für ein ethisches Geschäftsgebaren seiner Mitgliedsfirmen im Umgang mit medizinischen Fachpersonen ein, informiert und berät in fachspezifischen, wirtschaftspolitischen und juristischen Fragen.

## Organisation
Der Verband ist eine Milizorganisation mit über 100 aktiven Personen aus den Mitgliedsfirmen in Verbandsgremien. Dem Dachvorstand direkt unterstellt sind die Handelskommission, die Industriekommission und die Kommission Legal & Compliance. Den nach Produktgruppen gegliederten Sektionen sind diverse Projekt- und Arbeitsgruppen unterstellt. Koordiniert und betreut wird der Verband vom Generalsekretariat.

## Partnerschaften
Der Verband ist Mitglied des Eucomed, des europäischen Verbands der Medizinprodukteindustrie in Brüssel und von verschiedenen, auch branchenübergreifenden Schweizer Organisationen, wie Economiesuisse oder dem Bündnis freiheitliches Gesundheitswesen. Mit verwandten Organisationen wie dem Medical Cluster unterhält er enge Kooperationen und steht zudem im Austausch mit den wichtigsten Verbänden aus der Wirtschaft und dem Gesundheitswesen der Schweiz.